# Andilly-en-Bassigny
Pour les articles homonymes, voir Andilly et Bassigny.
Andilly-en-Bassigny est une commune française, située dans bassin du Bassigny, dans le département de la Haute-Marne en région Grand Est.

## Géographie

### Hydrographie
La commune est traversée par la ligne de partage des eaux entre les bassins versants de la Meuse et de la Saône au sein respectivement du bassin Rhin-Meuse et du bassin Rhône-Méditerranée-Corse. Elle est drainée par le ru des Gorges, le ruisseau de Poge et le ruisseau du Val de Presle,.

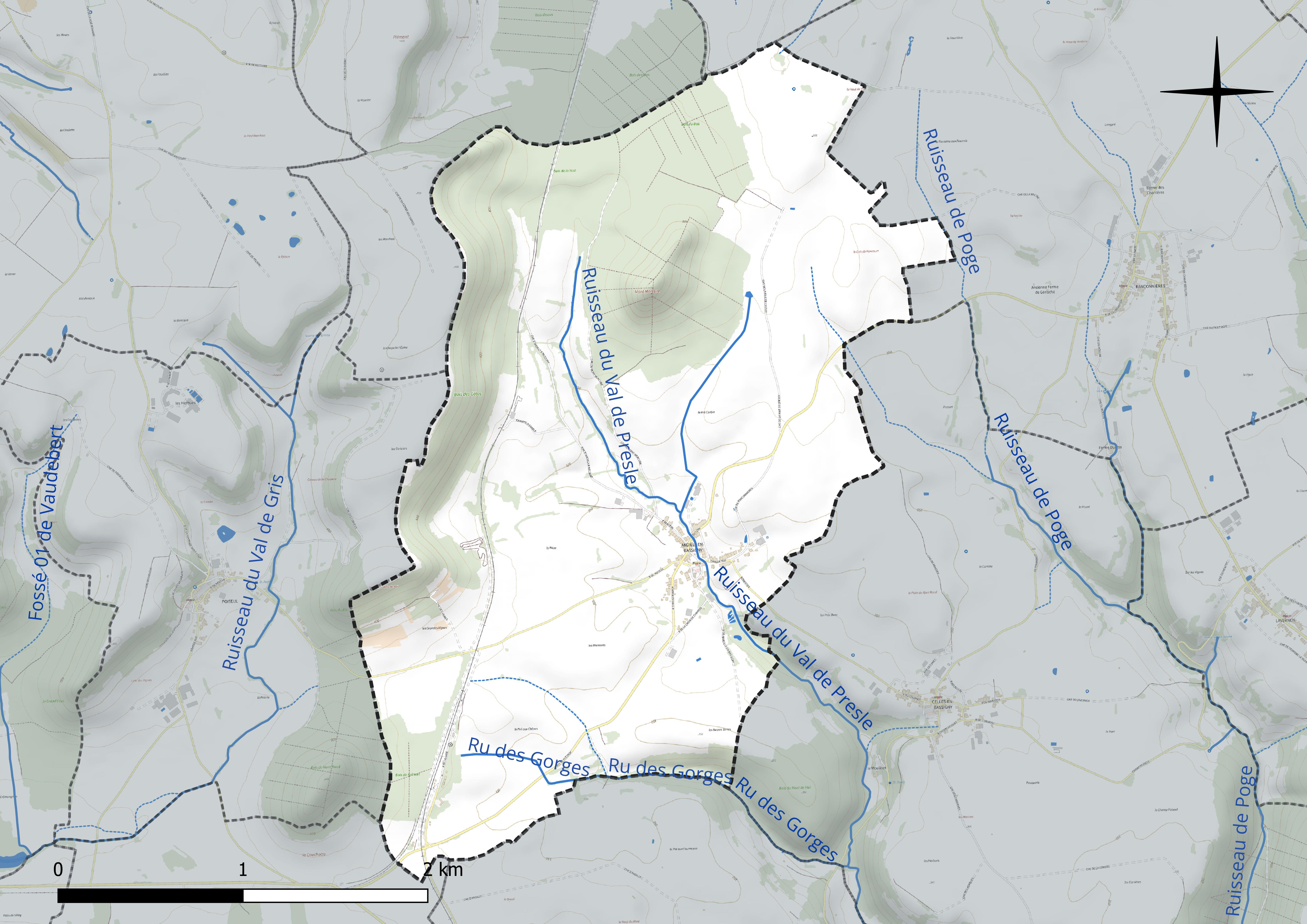
Réseau hydrographique d'Andilly-en-Bassigny.

### Climat
Pour des articles plus généraux, voir Climat du Grand Est et Climat de la Haute-Marne.
En 2010, le climat de la commune est de type climat des marges montargnardes, selon une étude du Centre national de la recherche scientifique s'appuyant sur une série de données couvrant la période 1971-2000. En 2020, Météo-France publie une typologie des climats de la France métropolitaine dans laquelle la commune est exposée à un climat océanique altéré et est dans la région climatique Lorraine, plateau de Langres, Morvan, caractérisée par un hiver rude (1,5 °C), des vents modérés et des brouillards fréquents en automne et hiver.
Pour la période 1971-2000, la température annuelle moyenne est de 9,9 °C, avec une amplitude thermique annuelle de 16,8 °C. Le cumul annuel moyen de précipitations est de 928 mm, avec 13 jours de précipitations en janvier et 9,1 jours en juillet. Pour la période 1991-2020, la température moyenne annuelle observée sur la station météorologique de Météo-France la plus proche, « Neuilly-l'Évêque », sur la commune de Neuilly-l'Évêque à 6 km à vol d'oiseau, est de 10,3 °C et le cumul annuel moyen de précipitations est de 859,2 mm. 
La température maximale relevée sur cette station est de 38,8 °C, atteinte le 25 juillet 2019 ; la température minimale est de −22,7 °C, atteinte le 20 décembre 2009,,.
Les paramètres climatiques de la commune ont été estimés pour le milieu du siècle (2041-2070) selon différents scénarios d'émission de gaz à effet de serre à partir des nouvelles projections climatiques de référence DRIAS-2020. Ils sont consultables sur un site dédié publié par Météo-France en novembre 2022.

## Urbanisme

### Typologie
Au 1er janvier 2024, Andilly-en-Bassigny est catégorisée commune rurale à habitat dispersé, selon la nouvelle grille communale de densité à sept niveaux définie par l'Insee en 2022.
Elle est située hors unité urbaine et hors attraction des villes,.

### Occupation des sols
L'occupation des sols de la commune, telle qu'elle ressort de la base de données européenne d’occupation biophysique des sols Corine Land Cover (CLC), est marquée par l'importance des territoires agricoles (70,5 % en 2018), une proportion identique à celle de 1990 (70,5 %). La répartition détaillée en 2018 est la suivante : 
prairies (49,9 %), forêts (26,5 %), terres arables (20,1 %), zones urbanisées (3 %), zones agricoles hétérogènes (0,5 %). L'évolution de l’occupation des sols de la commune et de ses infrastructures peut être observée sur les différentes représentations cartographiques du territoire : la carte de Cassini (XVIIIe siècle), la carte d'état-major (1820-1866) et les cartes ou photos aériennes de l'IGN pour la période actuelle (1950 à aujourd'hui).

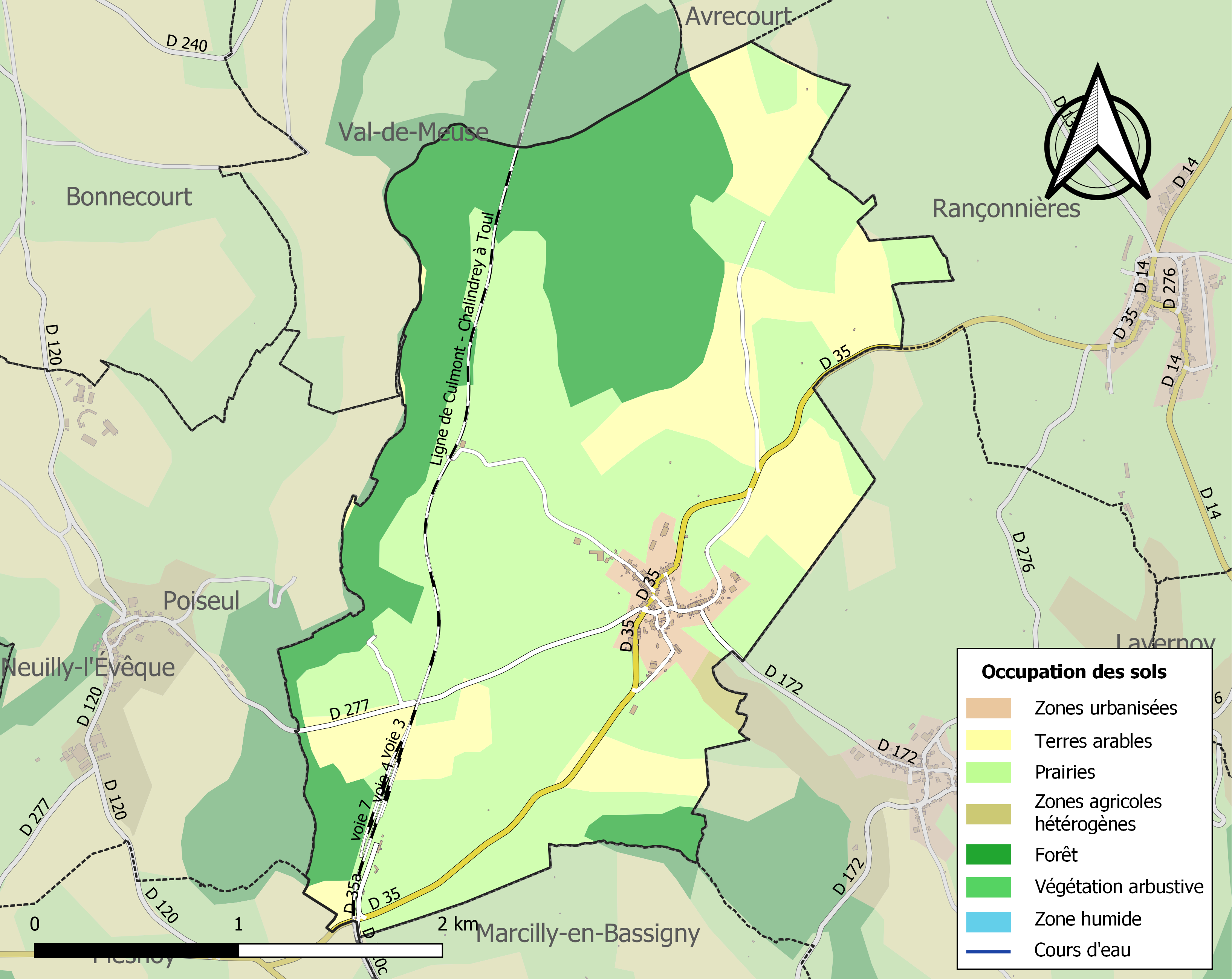
Carte des infrastructures et de l'occupation des sols de la commune en 2018 (CLC).

## Toponymie
Le nom de la localité est attesté sous les formes In fine Andelesensi (891) ; Ecclesia de Andeliaco (1170) ; Andylleium (1207) ; Andilley (1362) ; Andileium (1237) ; Andelley (1474) ; Andilly (1508).

La micro-région naturelle du Bassigny couvre le nord-est de l'arrondissement de Langres et une grande partie de l'est de l'arrondissement de Chaumont, lesquels forment la partie méridionale du département de la Haute-Marne en région Grand Est.

## Histoire
Alors qu’ils sont prévus dans chaque commune par la loi du 21 mars 1793, le comité de surveillance d’Andilly n’est nommé par la municipalité que le 20 octobre, après la loi du 17 septembre qui précise leur organisation. Ses pouvoirs sont renforcés par la loi du 14 frimaire an II, qui lui attribue la surveillance de l’application des lois en concurrence avec les municipalités. Il se borne toutefois comme la plupart des comités communaux à surveiller les étrangers et désarmer les suspects.
De 1972 au 31 décembre 1983, Andilly-en-Bassigny est intégrée à la commune de Val-de-Gris.

## Politique et administration
| Période    | Période  | Identité               | Étiquette | Qualité       |
| ---------- | -------- | ---------------------- | --------- | ------------- |
| avant 1988 | ?        | Eugène-Louis Hyacinthe |           | Commerçant    |
| mars 2001  | En cours | Gilles Huot            | DVG       | Fonctionnaire |

## Population et société

### Démographie
L'évolution du nombre d'habitants est connue à travers les recensements de la population effectués dans la commune depuis 1793. Pour les communes de moins de 10 000 habitants, une enquête de recensement portant sur toute la population est réalisée tous les cinq ans, les populations de référence des années intermédiaires étant quant à elles estimées par interpolation ou extrapolation. Pour la commune, le premier recensement exhaustif entrant dans le cadre du nouveau dispositif a été réalisé en 2007.

En 2022, la commune comptait 106 habitants, en évolution de −2,75 % par rapport à 2016 (Haute-Marne : −4,62 %, France hors Mayotte : +2,11 %).
| 1793 | 1800 | 1806 | 1821 | 1831 | 1836 | 1841 | 1846 | 1851 |
| ---- | ---- | ---- | ---- | ---- | ---- | ---- | ---- | ---- |
| 396  | 345  | 403  | 323  | 403  | 417  | 414  | 381  | 401  |

| 1856 | 1861 | 1866 | 1872 | 1876 | 1881 | 1886 | 1891 | 1896 |
| ---- | ---- | ---- | ---- | ---- | ---- | ---- | ---- | ---- |
| 358  | 350  | 353  | 334  | 328  | 349  | 351  | 340  | 318  |

| 1901 | 1906 | 1911 | 1921 | 1926 | 1931 | 1936 | 1946 | 1954 |
| ---- | ---- | ---- | ---- | ---- | ---- | ---- | ---- | ---- |
| 308  | 317  | 297  | 256  | 285  | 239  | 241  | 213  | 230  |

| 1962 | 1968 | 1990 | 1999 | 2006 | 2007 | 2012 | 2017 | 2022 |
| ---- | ---- | ---- | ---- | ---- | ---- | ---- | ---- | ---- |
| 217  | 182  | 112  | 104  | 108  | 108  | 116  | 108  | 106  |

## Culture locale et patrimoine

### Lieux et monuments
- Patrimoine archéologique

Une grande villa gallo-romaine se trouve sur le territoire de la commune. Découvert et partiellement détruit lors de la construction de la ligne de chemin de fer de Chalindrey à Mirecourt en 1879, le site fut tout d'abord fouillé en 1895 par le curé du village, Virgile Multier (1859-1932).
Ensuite oublié puis redécouvert dans les années 1960, il fut de nouveau fouillé par P. Ballet et T. Zeyer de l'association des Sciences naturelles et d'archéologie de Haute-Marne qui mirent au jour une grande construction dotée de thermes privés monumentaux particulièrement bien conservés avec vestiaire, salle tiède, piscine chaude, étuve et piscine froide.
Cet ensemble fut construit au cours du Ier siècle apr. J.-C., agrandi au IIe et occupé jusqu'au IVe.
Les fouilles ont également mis au jour une nécropole mérovingienne d'une centaine de sépultures établie dans les ruines de la villa et datée des VIe et VIIe siècles.
Le site, propriété du conseil départemental de la Haute-Marne, est classé Monument historique depuis 1986.
- Ligne de Langres à Andilly-en-Bassigny

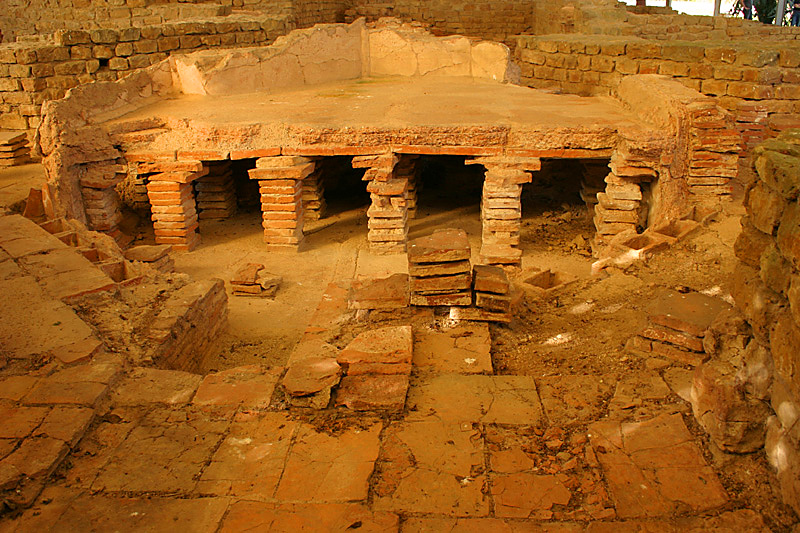
Hypocauste de la villa.
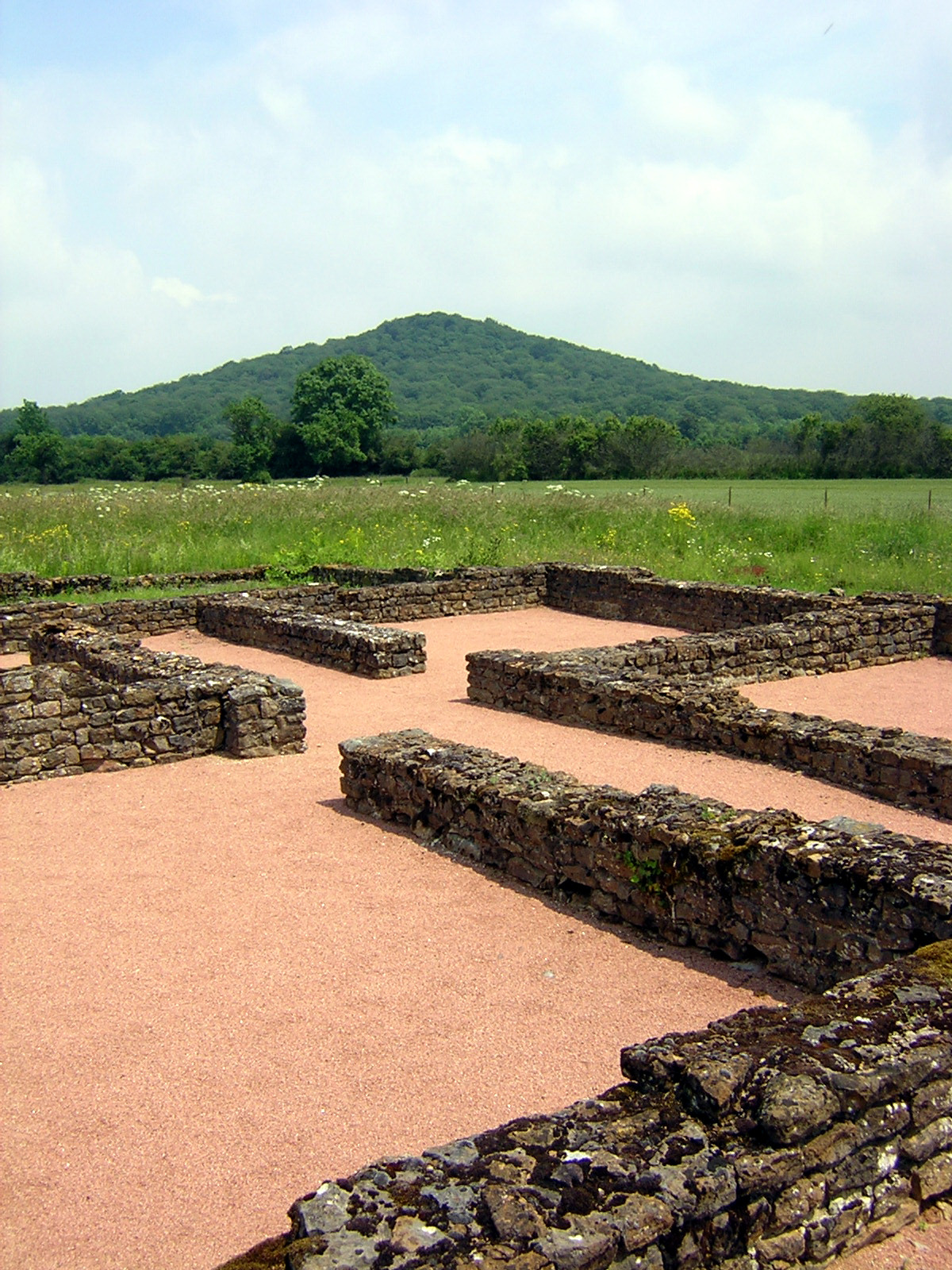
Vestiges de la villa .
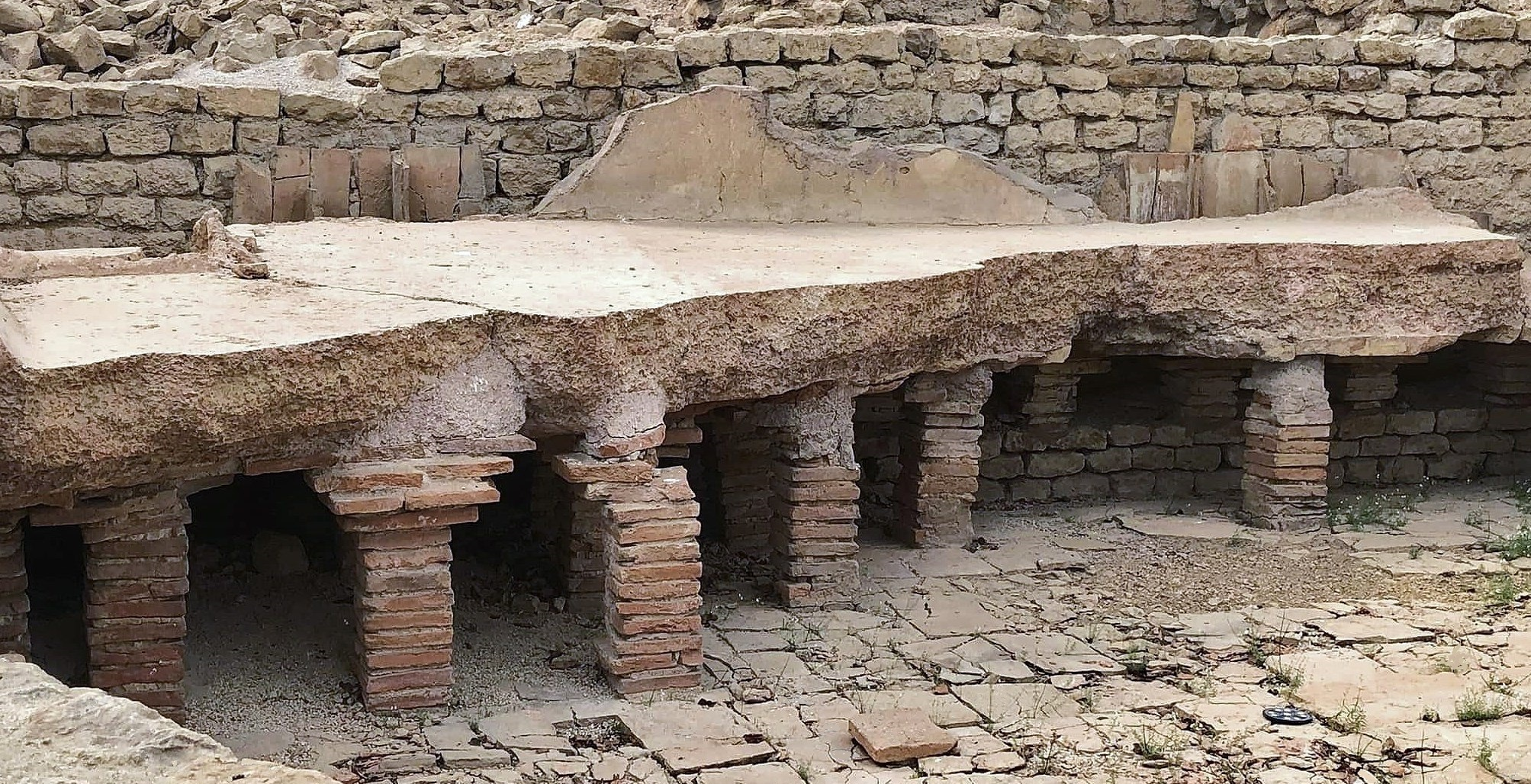
Le système de chauffage par le sol.